# Afina geometrija
Afina geometrija je posplošitev običajne evklidske geometrije. Gre za geometrijsko teorijo, ki se ukvarja predvsem s problemom kolinearnosti, ne pa s problemi, ki so povezani z merjenjem dolžin in kotov. Afino geometrijo je prvi preučeval Leonhard Euler. 
Nadaljnja posplošitev afine geometrije se imenuje projektivna geometrija. Dobimo jo tako, da afini geometriji dodamo še točke v neskončnosti.

## Afine transformacije
V skladu s sodobnim razumevanjem geometrije, kot ga je predstavil Klein v svojem Erlangenskem programu, so odločilnega pomena za geometrijo preslikave, ki ohranjajo določene geometrijske lastnosti. V evklidski geometriji so ustrezne preslikave togi premiki, ki ohranjajo razdalje. 
Temelj afine geometrije predstavljajo afine preslikave. To so bijektivne preslikave, ki ohranjajo kolinearnost. Torej: Če točke A, B in C ležijo na isti premici p, potem tudi njihove slike A', B' in C' ležijo na skupni premici p'. Očitno je grupa afinih preslikav splošnejša od grupe togih premikov, zato je afina geometrija posplošitev evklidske geometrije. Pojmi, ki jih afine preslikave ohranjajo, so invariante afine geometrije. Primer take invariante je razpolovišče daljice AB.
Afine preslikave najpogosteje preučujemo v množici {\displaystyle \mathbb {R} ^{n}}, ki jo zato imenujemo realni n-razsežni afini prostor (za n = 2 tudi: realna afina ravnina). Afino preslikavo v tej množici lahko zapišemo kot kompozitum obrnljive linearne transformacije in translacije:
{\displaystyle x'=Ax+b\!\,}
Pri tem je A obrnljiva matrika dimenzije n×n (matrika linearne transformacije) in b poljubni vektor dimenzije n (vektor translacije).
Take preslikave lahko preučujemo tudi v splošnejšem vektorskem prostoru nad poljubnim obsegom, zato afine preslikave pomenijo povezavo med geometrijo in abstraktno linearno algebro.